# デトフォード毒殺事件
デトフォード毒殺事件(デプトフォードどくさつじけん、Deptford Poisoning Cases)は、1889年にイギリス・ロンドンのデトフォード(Deptford)で発生した一連の謀殺事件。捜査員らは、アメリア・ウィンターズが娘のエリザベス・フロスト（旧姓ウィンターズ）の助けを借りて少なくとも3人を毒殺したと判断した。彼女たち2人は、自分たちの親戚である幼児2人を含めた20人以上の人物に保険をかけており、うち5人が不審な死を遂げた。アメリアは公判前に死亡した一方、エリザベスは保険文書の改ざんで文書偽造罪で有罪判決を受け、7年間服役した。

## 諸事件
本件の犠牲者には、アメリアと暮らしていたアメリアの姪の息子シドニー・ボルトン (Sidney Bolton)11歳、別の親戚の年配の父親ウィリアム・サットン (William Sutton)、エリザベス・フロストと同姓同名の義母も含まれていた。医師のの死亡診断書には死因が「胃痛、下痢およびけいれん」であると記載されていた。
アメリアの夫ジョセフは保険証券を発見し、警察に行った。捜査員らは、アメリアがリバプール・ビクトリア・フレンドリー・ソサエティ (Liverpool Victoria Friendly Society) で22人に、合わせて240ポンド（当時）の生命保険をかけていたと判断した。これら個人のうち5人が1886年までに死亡しており、ソサイアティーから保険金が支払われている。アメリアにはプルーデンシャルとの14の保険証書もあり、同社もその5人の死亡に対しても支払っていた。被保険人らとの彼女の関係についての確認はなかった。リバプール・ビクトリアが用意したシドニーの保険書式のうち、彼の母親の欄には「X」と書かれていた。

## 死因審問
1889年7月にロンドン、ブロックリー (Brockley)のブレークスピア・ホテル (Breakspear Hotel)で行われた死因審問において、アメリアと娘のエリザベスは謀殺で有罪とされ、検死官は彼女らを中央刑事裁判所で公判に付した。犠牲者のうち、シドニー・ボルトンとウィリアム・サットン、加えてエリザベスの義理の同姓同名の母親エリザベス・フロストの遺体が墓から掘り起こされ、内務省の分析官スティーブンソン博士によって検死が行われた。FRCS (Fellowship of the Royal Colleges of Surgeons)のトマス・ボンド医師は死因審問に証拠を提出し、サットンはヒ素によって毒殺された可能性が十分あり、フロストの遺体の腐敗が遅れているのはヒ素によるものである可能性がある、と証言した。また、1886年7月と1889年2月の間に、アメリアによって保険をかけられた5人が死亡しており、彼女はサットンとボルトンのために保持した保険証書に対して請求し、支払いを受け取っていたことが示された。死因審問の新聞報道は、エリザベスが義母の謀殺で公判に付されるために法廷から刑務所に連れて行かれたときに、エリザベスの夫が見せた反応を記述している。彼は完全に悲しみに打ちひしがれ、子供のようにすすり泣いていたと言われた。

## アメリア・ウィンターズの死亡
アメリアは公判前に死亡したものの、夫と娘に向けた今際の言葉の中で犯行を認めた。医師の診断によると、アメリアの死因は衰弱によるものであるとされ、アメリアに対する死因審問は開かれなかった。
1889年7月22日にアメリアはロンドンのルイシャム (Lewisham)にある聖別されていない地のブロックリー共同墓地(Brockley cemetery)に埋葬された。この埋葬は、デモを阻止するべく警察が立ち会い、埋葬は秘密にされた。

## エリザベス・フロストの公判
エリザベスは当初謀殺で訴えられたが、起訴は取り下げられた。エリザベスは1889年7月にオールド・べーリー (Old Bailey) で、詐欺を目的として金銭の支払いのための文書を偽造した罪で公判に付され、有罪判決を受けた。エリザベスは懲役7年の刑を宣告された。

## 生命保険
サリー州の検死官アソルスタン・ブラクストン・ヒックス (Athelstan Braxton Hicks)は、1889年2月14日にタイムズにあてた手紙の中で、子どもを狙った保険金殺人の対策に向けた11の提案をリストとして提出した。本件は、1875年のフレンドリー・ソサエティ法 (1875 Friendly Societies Act)の強化に影響を及ぼした。

## ほかの犠牲者
捜査官らは、アメリア・ウィンターズによって殺された可能性のある人物を特定したもの、これらの事件は起訴されなかった。
| 名前                                          | アメリア・ウィンターズとの関係 | 金額              | 詳細 |
| --------------------------------------------- | ------------------------------ | ----------------- | --- |
| ベンジャミン・ウィンターズ (Benjamin Winters) | 夫ジョセフの兄弟。             | 18ギニー          | 1885年にグリニッジ救貧院を出て、休暇でアメリアの家に泊まった。そこにいる間、ベンジャミンは「下痢、病気、胃の痛み、および前の症例で説明されたものと同様の症状で気分が悪くなった。マクノートン博士がその男の治療を担当したが、数日後に発作を起こして死亡した」 |
| ウィリアム・ウィンターズ (William Winters)    | アメリアの孫息子。             | 5ポンド           | 1886年夏、当時5歳だったウィリアムは、入院先の病院からウィンターズ家に泊まりに行き、数日後に死亡する。 |
| アン・ボルトン (Ann Bolton)                   | アメリアが看病をしていた女性   | 3ポンド10シリング | 1886年11月にアメリアの看病を受けていた後、デトフォードのフレンドリー・ストリートで死亡した。 |

また、これとは別に、事件の目撃者であるジョージ・フランシス・ディア (George Francis Dear)は、一緒に泊まっていたアメリアにより自分に19ギニーの保険金が掛けられていたことを知り、首つり自殺をしている。